# Зелёная мамба
Зелёная мамба, или западная мамба (лат. Dendroaspis viridis) — ядовитая змея. Встречается во влажных тропических лесах Западной Африки. Активна в основном в светлое время суток, но при благоприятных условиях может выходить на охоту и ночью. Добычей в природных условиях становятся птицы, ящерицы и мелкие млекопитающие. Наиболее близкими видами зелёной мамбы являются узкоголовая и чёрная мамбы. Яд содержит быстродействующие нейротоксины, которые могут вызвать некроз тканей и системный паралич. Для пострадавшего от укуса змеи человека без немедленного введения противоядия высока вероятность летального исхода.

## Описание
Изящного телосложения змея с длинным конусообразным хвостом. Средняя длина взрослой особи варьирует в пределах от 1,8 до 2,1 м. Наиболее крупные экземпляры достигают 2,4 м в длину. Голова узкая, удлинённая, плавно переходит в туловище. Когда змея держит шею вертикально в воздухе, шея может несколько уплотниться, однако «капюшон», как у кобр, не развит. Зрачки округлой формы, радужная оболочка буровато-жёлтая.
Чешуя гладкая. Верхняя часть туловища яркая от желтовато-зелёной до зелёной с жёлтыми передними каёмками чешуек. Нередко встречаются змеи, у которых задняя часть туловища и хвост почти полностью жёлтые. Наконец, у некоторых экземпляров чешуйки окаймлены чёрным сетчатым ромбовидным рисунком. Участки чёрной кожи в промежутках между чешуйками особенно хорошо развиты на голове и хвосте. Верхняя часть головы окрашена либо так же, как передняя часть туловища, либо немного темнее. Нижняя часть головы, горло, брюхо и подхвостье бледно-жёлтые либо желтовато-зелёные.
Характеристика чешуйчатого покрова выглядит следующим образом: вокруг середины туловища 11—15, брюшных 210—242, подхвостовых 105—125 парных, верхнегубных 7—8, нижнегубных 11—13, височных 2+2 (иногда 2+3 или 2+4), предглазничных 2—3, заглазничных 3—4 чешуек. Анальный щиток разделён.

## Распространение
Ареал охватывает экваториальные области Западной Африки: юго-западный Сенегал, Гамбию, Гвинею, Сьерра-Леоне, Либерию, Кот-д’Ивуар, южную Гану, Того и северный Бенин. В ряде источников также упоминается Нигерия, однако в начале XXI века герпетологи признали ранние данные о присутствии змеи в этой стране недостоверными. Встречается на высоте до 1000 м над уровнем моря.
Основные места обитания — сплошные дождевые леса с годовым количеством осадков более 1500 мм. На севере Того змея проникает в полусухие разреженные леса, в Гвинее также встречается в саванне и даже на затопляемой зоне морского прилива. В Гамбии и Гвинее-Бисау змея обитает на небольших изолированных участках леса, а также в кустарниковых зарослях на вырубках. Иногда животное можно встретить в парковой зоне населённых пунктов.

## Особенности поведения
Ведёт как древесный, так и наземный образ жизни. Активная чаще в светлое время суток, время от времени выползает на охоту ночью. В свободное от добывания пищи время прячется в густой кроне, где малозаметна на фоне листвы. Очень подвижная и быстрая змея. Контактов с человеком избегает, при встрече предпочтет спастись бегством на дереве или в кустах. Застигнутая врасплох, ведёт себя агрессивно: громко шипит и делает неоднократные выпады в сторону пришельца, используя ядовитые зубы.

## Питание

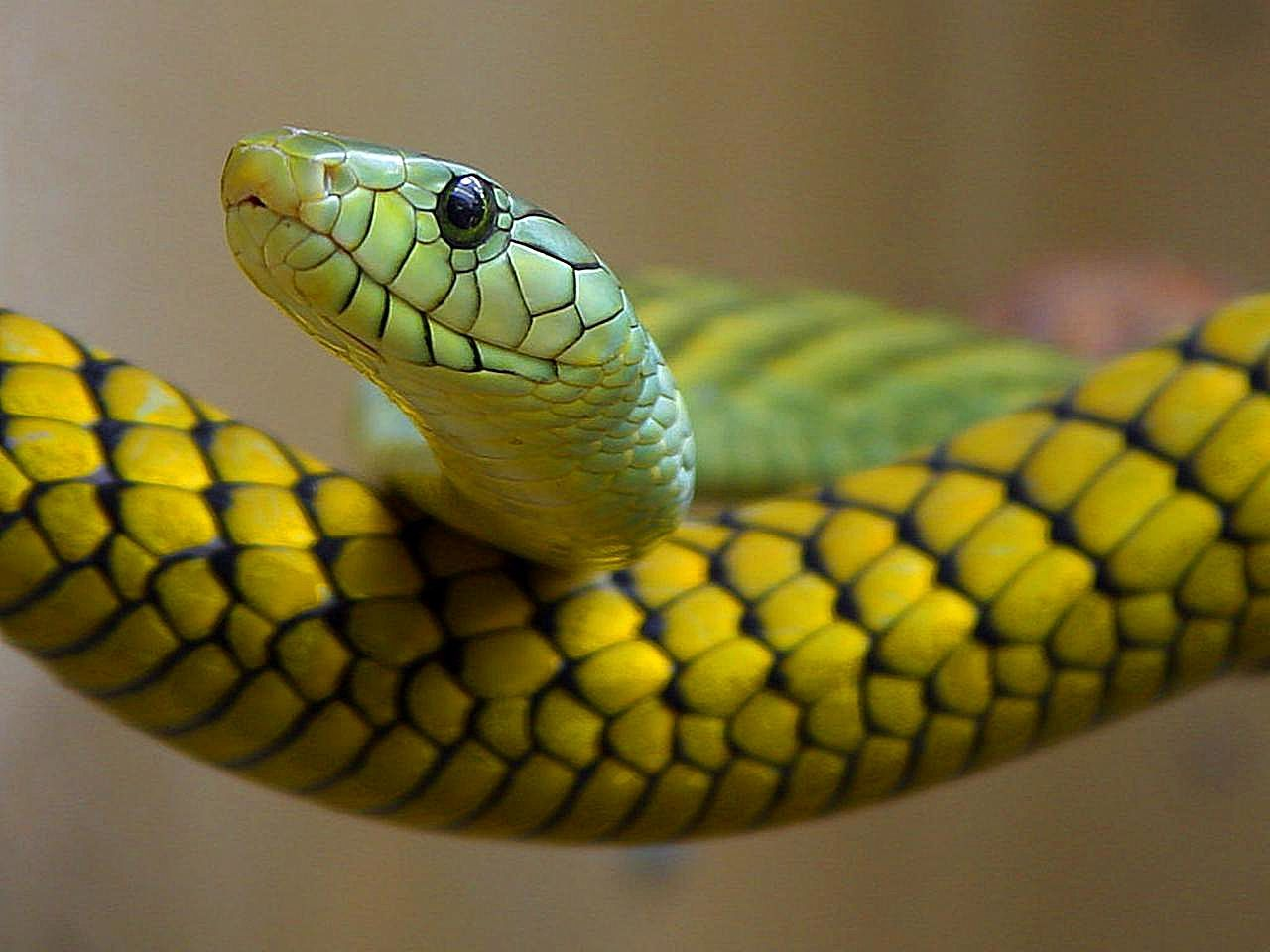

Питается птицами и мелкими млекопитающими, в первую очередь грызунами: мышами, крысами и белками, а также летучими мышами, белобрюхими ящерами, землеройками. Также употребляет в пищу ящериц и лягушек, разоряет птичьи гнёзда. Во время охоты преследует и многократно кусает добычу до тех пор, пока та не погибает от воздействия яда.

## Яд
По комплексу компонентов яд зелёной мамбы схож с ядами других мамб, отличаясь от них степенью токсичности. Он содержит нейротоксины: холинергические постсинаптические ά-нейротоксины, дендротоксины, фасцикулины и мускариновые токсины. Пострадавший от укуса человек чувствует жгучую боль, область вокруг раны сильно опухает. Возможны местный некроз, атаксия (потеря координации движения), тошнота, рвота, головная боль, головокружение, затруднение дыхания, артериальная гипертензия (повышение кровяного давления), диарея и паралич. Без введения антидота новые, более серьёзные симптомы быстро прогрессируют со временем. Смерть обычно наступает от удушья, вызванного параличом дыхательных мышц. Статистические данные говорят о том, что летальный исход может наступить через 30 минут после укуса.